# Acianthera yauaperyensis
Acianthera yauaperyensis é uma pequena espécie de orquídea (Orchidaceae) originária da Guiana, Guiana Francesa, Venezuela, Trinidad Tobago, Suriname e Amazonas no Brasil, antigamente subordinada ao gênero Pleurothallis.

## Publicação e sinônimos
- Acianthera yauaperyensis (Barb.Rodr.) Pridgeon & M.W.Chase, Lindleyana 16: 247 (2001).

Sinônimos homotípicos:
- Pleurothallis yauaperyensis Barb.Rodr., Vellosia, ed. 2, 1: 116 (1891).

Sinônimos heterotípicos:
- Pleurothallis fimbriata Pleurothallis consimilis Ames, Orchidaceae 7: 116 (1922).
- Acianthera consimilis (Ames) Pridgeon & M.W.Chase, Lindleyana 16: 243 (2001).